# Josef Strauss
Josef Strauss (Bécs, 1827. augusztus 20. – Bécs, 1870. július 22.) osztrák zeneszerző, karmester, hegedűművész, ifj. Johann Strauss és Eduard Strauss testvére.

## Élete
1827-ben született Bécsben, ahol a Szent József-templomban keresztelték meg. Apja id. Johann Strauss (zeneszerző, karmester) anyja Anna Streim (egy bécsi kocsmáros leánya volt), testvérei ifjabb Johann és Eduard Strauss. Apja azt akarta, hogy fia a császári hadseregben építsen karriert de Josef apja akarata ellenére akárcsak két testvére, Johann és Eduard, ő is zenésznek állt. Zeneileg Franz Dolleschal és Franz Anton Ries oktatták. Josef a legjózanabb foglalkozást választotta: egy mérnöki irodában dolgozott. Érdekelte a zene is, szinte hónapok alatt sajátította el a szükséges zeneelméleti tudást, és hamarosan már ő is egy Strauss-zenekar élén állt. Amikor bátyja Johann súlyosan megbetegedett 1853-ban Josef vezette a zenekart egy darabig. Josef Strauss tehetséges festő, költő, drámaíró, énekes, zeneszerző és feltaláló volt. Találmánya is volt egy utcaseprő gépezet. A keringőkedvelő bécsiek kedvelték a műveit ezért úgy döntött, hogy továbbra is a családi hagyomány alkotó részeit tánczenéket fog komponálni. A család és a közeli barátok körében Josefnek Pepi volt a beceneve, és Johann egyszer azt mondta róla: „kettőnk közül Pepi a tehetségesebb, én csak népszerűbb vagyok”. Josef Straussről feltételezhetjük, hogy gyerekként is beteges lehetett. mivel felnőttkorában gyakran szenvedett erőtlenségtől és fejfájástól, 1870-ben egy lengyelországi utazása során a karmesteri dobogón elvesztette az eszméletét miközben vezényelt, és beütötte a fejét. Felesége hazavitte Bécsbe, ahol július 22-én elhunyt. Eredetileg a Szent Márk-temetőben temették el, de később exhumálták, és újra temették, ezúttal az anyja mellé a Wiener Zentralfriedhofba.

## Magánélete
Josef Strauss 1857. június 8-án a bécsi Sankt Johann Nepomuk templomban feleségül vette Caroline Pruckmayert. Lányuk, Karolina Anna Strauss 1858. március 27-én született.

## Művei
- Die Ersten und Letzten waltz op. 1 (1853)
- Die Ersten nach den Letzten  waltz op. 12 (1854)
- Die Guten, Alten Zeiten  waltz op. 26 (1856)
- Mai-Rosen  waltz op. 34 (1857)
- Perlen der Liebe  concert-waltz op. 39 (1857)
- Moulinet-Polka  polka française op. 57 (1858)
- Sympathie  polka-mazurka op. 73 (1859)
- Lustschwärmer  waltz op. 91 (1860)
- Wiener Bonmots  waltz op. 108 (1861)
- Winterlust  polka op. 121 (1862)
- Brennende Liebe polka-mazurka op. 129 (1862)
- Auf Ferienreisen! polka op. 133 (1863)
- Die Schwätzerin  polka-mazurka op. 144 (1863)
- Wiener Couplets  waltz op. 150 (1863)
- Dorfschwalben aus Österreich  waltz op. 164 (1864)
- Frauenherz polka-mazurka op. 166 (1864)
- Sport-Polka op. 170 (1864)
- Dynamiden  waltz op. 173 (1865)
- Stiefmütterchen  polka-mazurka op. 183 (1865)
- Transaktionen  waltz op. 184 (1865)
- Die Marketenderin  polka op. 202 (1866)
- Die Libelle  polka-mazurka op. 204 (1866)
- Delirien  waltz op. 212 (1867)
- Herbstrosen  waltz op. 232 (1867)
- Sphärenklänge  waltz op. 235 (1868)
- Eingesendet  polka op. 240 (1868)
- Plappermäulchen polka op. 245 (1868)
- Aquarellen  waltz op. 258 (1869)
- Eislauf  polka op. 261 (1869)
- Mein Lebenslauf Ist Lieb’ Und Lust!  waltz op. 263 (1869)
- Die Tanzende Muse polka-mazurka op. 266 (1869)
- Feuerfest!  polka française op. 269 (1869).
- Aus der Ferne Polka Mazur op. 270 (1869)
- Ohne Sorgen!  polka op. 271 (1869)
- Nilfluthen  waltz op. 275 (1870)
- Frauenwürde waltz op. 277 (1870)
- Jokey-Polka  op. 278 (1870)
- Hesperusbahnen  waltz op. 279 (1870)
- Die Emancipierte  polka-mazurka op. 282 (1870)